# Yoro (departement)
Departamento de Yoro är ett departement i Honduras. Det ligger i den centrala delen av landet, 130 km norr om huvudstaden Tegucigalpa. Antalet invånare är 503 886. Arean är 7 781 kvadratkilometer.
Terrängen i Departamento de Yoro är huvudsakligen bergig, men den allra närmaste omgivningen är kuperad.
Departamento de Yoro delas in i kommunerna:

1. Arenal
2. El Negrito
3. El Progreso
4. Jocón
5. Morazán
6. Olanchito
7. Santa Rita
8. Sulaco
9. Victoria
10. Yoro
11. Yorito

Följande samhällen finns i Departamento de Yoro:

- El Progreso
- Santa Rita
- Yoro
- Santa Rita
- Morazán
- El Negrito
- Agua Blanca Sur
- Victoria
- Sulaco
- La Mina
- Toyós
- La Guacamaya
- Guaimitas
- La Sarrosa
- Yorito
- Nueva Esperanza
- El Ocote
- San José
- El Bálsamo
- Jocón
- Arenal
- San Antonio
- Ocote Paulino
- La Estancia
- Tepusteca
- Ayapa
- La Rosa
- Lomitas
- Mojimán
- Armenia
- Bálsamo Oriental
- Punta Ocote
- Subirana
- La Trinidad
- Las Vegas
- El Juncal
- Nombre de Jesús
- Paujiles
- Coyoles Central
- Teguajinal
- Carbajales
- Trojas
- Buenos Aires
- El Portillo de González
- Coyoles
- Chirinos
- Nueva Florida
- Quebrada de Yoro